# Forever Came Today
Forever Came Today is een single van de Amerikaanse groep The Supremes, toen "Diana Ross & The Supremes" geheten. De single was stukken minder succesvol dan voorgaande nummers als Love Is Here and Now You're Gone en Reflections. Het was sinds Nothing But Heartaches uit 1965 de eerste single van de groep die niet de top 10 haalde. Het bleef namelijk hangen op #28 in zowel de VS als het Verenigd Koninkrijk als in Canada.
Forever Came Today was het laatste nummer dat geschreven en geproduceerd werd door Holland-Dozier-Holland voor The Supremes. Na dit nummer vertrok het songwriterstrio bij Motown om hun eigen platenlabels te starten. Bij de opname van dit nummer was Florence Ballard wel nog lid van de groep, maar toen het nummer uitgebracht werd, was ze ontslagen en daarna vervangen door Cindy Birdsong. Het is echter dus wel Ballard die op de opnames zingt.
In 1975 werd er een disco remake van het nummer gemaakt door een andere Motown groep, The Jackson 5.

## Bezetting
- Lead: Diana Ross
- Achtergrondzangeressen: Florence Ballard en Mary Wilson
- Instrumentatie: The Funk Brothers
- Schrijvers: Holland-Dozier-Holland
- Producers: Brian Holland en Lamont Dozier